# Jay (Maine)
Jay ist eine Town im Franklin County des Bundesstaates Maine in den Vereinigten Staaten. Im Jahr 2020 lebten dort 4620 Einwohner in 2246 Haushalten auf einer Fläche von 127,43 km².

## Geografie
Nach dem United States Census Bureau hat Jay eine Gesamtfläche von 127,4 km², von denen 125,3 km² Land sind und 2,1 km² aus Gewässern bestehen.

### Geografische Lage
Jay liegt im Süden des Franklin Countys. Der Androscoggin River fließt durch die südwestliche Ecke des Gebietes der Town. Im Südosten liegt der Parker Pond und im Norden grenzt der Wilson Lake an das Gebiet der Town. Die Oberfläche der Town ist hügelig. Höchste Erhebung ist der 374 m hohe Nebo Mountain im Westen von Jay.

### Nachbargemeinden
Alle Entfernungen sind als Luftlinien zwischen den offiziellen Koordinaten der Orte aus der Volkszählung 2010 angegeben.
- Norden: Wilton, 6,7 km
- Osten: Chesterville, 10,6 km
- Südosten: Livermore Falls, Androscoggin County, 7,7 km
- Süden: Livermore, 8,8 km
- Westen: Canton, Oxford County, 10,3 km
- Nordwesten: Dixfield, Oxford County, 21,2 km

### Stadtgliederung
In Jay gibt es mehrere Siedlungsgebiete: Beans Corner (Bean's Corner, Beans Corners), Chisholm (ehemals Otis Falls), Jay, Jay Bridge (ehemalige Eisenbahn-Station), Kennedys Corners, North Jay, Riley (ehemals Peterson's Rips) und Stones Corner.

### Klima
Die mittlere Durchschnittstemperatur in Jay liegt zwischen −8,3 °C (17° Fahrenheit) im Januar und 20,6 °C (69° Fahrenheit) im Juli. Damit ist der Ort gegenüber dem langjährigen Mittel der USA um etwa 9 Grad kühler. Die Schneefälle zwischen Oktober und Mai liegen mit bis zu zweieinhalb Metern mehr als doppelt so hoch wie die mittlere Schneehöhe in den USA; die tägliche Sonnenscheindauer liegt am unteren Rand des Wertespektrums der USA.

## Geschichte

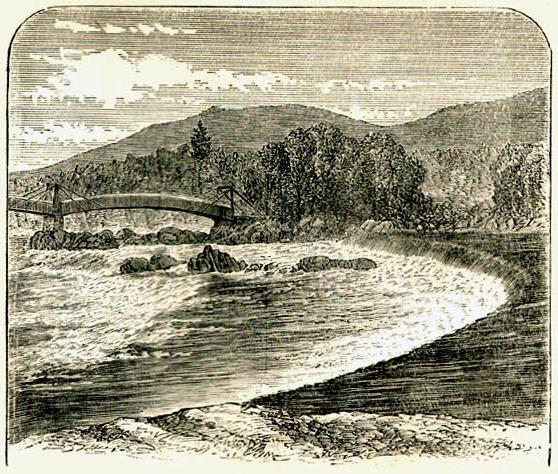
Jay Bridge Falls

Gegründet wurde die Town Jay am 26. Februar 1795. Im 18. und 19. Jahrhundert bauten die Landwirte Heu, Mais, Weizen, Kartoffeln, Hafer und Äpfel auf den lehmigen und produktiven Böden an. Im Jahre 1793 wurde eine Taverne erbaut. Jay hatte eine Bevölkerung von 1.490 im Jahre 1870. In den folgenden Jahren wurde Jay überwiegend zu einer Industriestadt. 1888 baute der Unternehmer Hugh J. Chisholm in südlichen Jay die Otis Falls Pulp & Paper Company mill, die zu dem Zeitpunkt die drittgrößte Papierfabrik des Landes war. 1905 baute International Paper eine Mühle auf der gegenüberliegenden Seite des Flusses, der als Otis-Mühle bekannt wurde. Im März 2009 kündigte Wausau Paper die Schließung der Otis-Mühle an. Die Geschäftstätigkeit der Mühle wurde daraufhin beendet.

### Einwohnerentwicklung
| Volkszählungsergebnisse – Town of Jay, Maine | Volkszählungsergebnisse – Town of Jay, Maine | Volkszählungsergebnisse – Town of Jay, Maine | Volkszählungsergebnisse – Town of Jay, Maine | Volkszählungsergebnisse – Town of Jay, Maine | Volkszählungsergebnisse – Town of Jay, Maine | Volkszählungsergebnisse – Town of Jay, Maine | Volkszählungsergebnisse – Town of Jay, Maine | Volkszählungsergebnisse – Town of Jay, Maine | Volkszählungsergebnisse – Town of Jay, Maine | Volkszählungsergebnisse – Town of Jay, Maine |
| Jahr                                         | 1800                                         | 1810                                         | 1820                                         | 1830                                         | 1840                                         | 1850                                         | 1860                                         | 1870                                         | 1880                                         | 1890                                         |
| -------------------------------------------- | -------------------------------------------- | -------------------------------------------- | -------------------------------------------- | -------------------------------------------- | -------------------------------------------- | -------------------------------------------- | -------------------------------------------- | -------------------------------------------- | -------------------------------------------- | -------------------------------------------- |
| Einwohner                                    | 430                                          | 1107                                         | 1614                                         | 1276                                         | 1750                                         | 1733                                         | 1680                                         | 1490                                         | 1291                                         | 1541                                         |
| Jahr                                         | 1900                                         | 1910                                         | 1920                                         | 1930                                         | 1940                                         | 1950                                         | 1960                                         | 1970                                         | 1980                                         | 1990                                         |
| Einwohner                                    | 2758                                         | 2987                                         | 3152                                         | 3106                                         | 2858                                         | 3102                                         | 3247                                         | 3954                                         | 5080                                         | 5080                                         |
| Jahr                                         | 2000                                         | 2010                                         | 2020                                         | 2030                                         | 2040                                         | 2050                                         | 2060                                         | 2070                                         | 2080                                         | 2090                                         |
| Einwohner                                    | 4985                                         | 4851                                         | 4620                                         |                                              |                                              |                                              |                                              |                                              |                                              |                                              |

## Kultur und Sehenswürdigkeiten

### Bauwerke

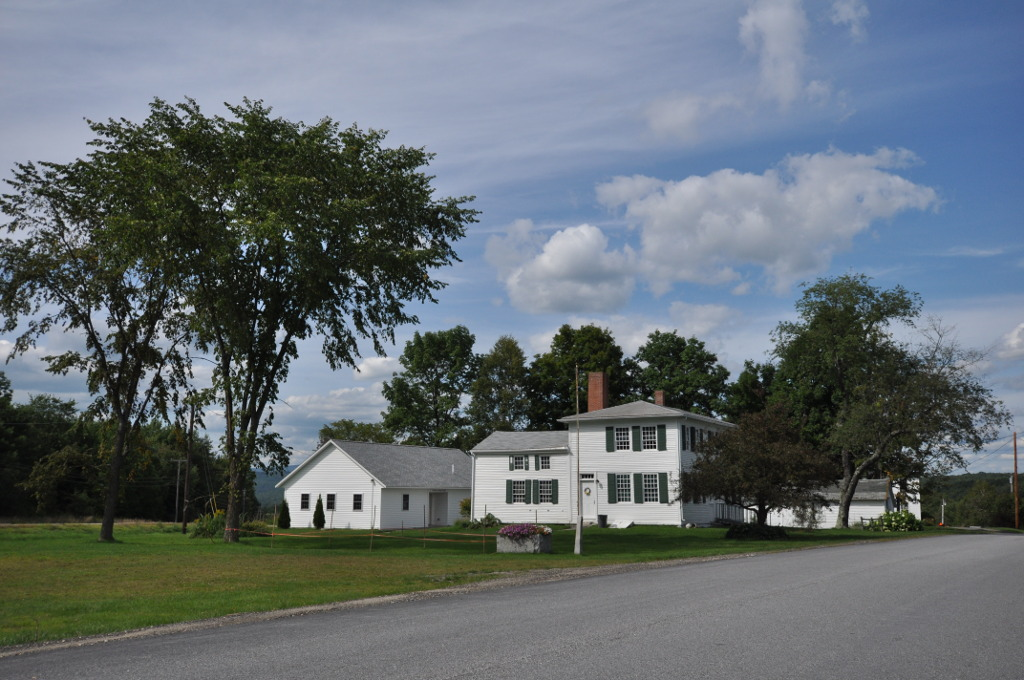
Holmes-Crafts Homestead

Drei Bauwerke stehen unter Denkmalschutz und wurden ins National Register of Historic Places aufgenommen.
- Holmes-Crafts Homestead, aufgenommen 1973, Register-Nr. 73000105
- Jay-Niles Memorial Library, aufgenommen 1987, Register-Nr. 87000414
- North Jay Grange Store, aufgenommen 1974, Register-Nr. 74000150

## Wirtschaft und Infrastruktur
In Jay wird eine Wasserkraftanlage (Leistung 3,1 MW) von Verso Paper Androscoggin betrieben, die sich am Flusslauf des Androscoggin River befindet. Verso Paper betreibt in Jay eine Papierfabrik mit einer jährlichen Produktionskapazität von rund 450.000 Tonnen Papier pro Jahr.

### Verkehr
Im Norden berührt der U.S. Highway 2 das Gebiet der Town Jay. Mehrere Main State Routes verlaufen auf dem Gebiet, die 133, 17 und 4 vornehmlich in nordsüdlicher Richtung und die 156 in westöstlicher Richtung.
Die Bahnstrecke Brunswick–Farmington führt mit einer Haltestelle in North Jay durch die Town.

### Öffentliche Einrichtungen
In Jay gibt es keine medizinische Einrichtungen. Krankenhäuser finden sich in Canton, Farmington und Dixfield.
Jay besitzt mit der Jay-Niles Memorial Library eine eigene Bibliothek. Sie wurde der Town am 21. Februar 1918 von den Kindern von Varanas und Mehitable Harris Niles zum Gedenken geschenkt.

### Bildung
Gemeinsam mit Livermore Falls und Livermore gehört Jay zum Spruce Mountain School District oder auch Regional School Unit #73.
Im Schulbezirk werden folgende Schulen angeboten:
- Spruce Mountain Primary School in Livermore
- Spruce Mountain Elementary School in Jay
- Spruce Mountain Middle School in Jay
- Spruce Mountain High School in Jay

## Persönlichkeiten

### Persönlichkeiten, die vor Ort gewirkt haben
- Joseph Foxcroft Cole (1837–1892), Landschaftsmaler
- Hugh J. Chisholm (1847–1912), Unternehmer